# Distretto di Tibillo
Il distretto di  Tibillo è uno dei cinque distretti della provincia di Palpa, in Perù. Si trova nella regione di Ica e si estende su una superficie di 328,04  chilometri quadrati.